# Benjamin Nygren
Erik Benjamin Nygren (Göteborg, 8 juli 2001) is een Zweeds voetballer die doorgaans speelt als aanvaller. In juli 2025 verruilde hij FC Nordsjælland voor Celtic. Nygren maakte in 2025 zijn debuut in het Zweeds voetbalelftal.

## Clubcarrière
Nygren speelde in de jeugd van Utbynäs SK en verkaste later naar de opleiding van IFK Göteborg. Hier werd hij eind 2018 doorgeschoven naar het eerste elftal en op 31 oktober 2018 maakte de aanvaller zijn debuut in de Allsvenskan. Op bezoek bij Djurgårdens IF werd door twee doelpunten van Aliou Badji met 2–0 verloren. Nygren begon aan de wedstrijd als reservespeler en na tweeënzestig minuten mocht hij invallen voor Sargon Abraham. Twee weken later stond een uitwedstrijd bij Örebro SK op het programma. In dit duel opende Nygren na zeven minuten de score, wat het eerste professionele doelpunt in zijn carrière was. Giorgi Charaisjvili verdubbelde hierop de voorsprong, voor David Boo Wiklander met een eigen doelpunt zorgde voor de aansluitingstreffer. Een minuut voor tijd maakte Nygren op aangeven van Emil Salomonsson zijn tweede doelpunt van het duel, waardoor Göteborg met 1–3 won.
In de zomer van 2019 maakte Nygren de overstap naar de Belgische landskampioen KRC Genk, waar hij een contract tekende tot de zomer van 2024. Zijn eerste wedstrijd in België leverde Nygren direct een prijs op. In de strijd om de Belgische Supercup was Genk met 3–0 te sterk voor KV Mechelen door twee doelpunten van Sébastien Dewaest en een van Dante Vanzeir. Nygren mocht van coach Felice Mazzù achttien minuten na rust invallen voor Jakub Piotrowski. Zijn eerste doelpunt voor Genk volgde op 26 juli 2019, in een met 2–1 gewonnen wedstrijd in de Eerste klasse A thuis tegen KV Kortrijk. Hij maakte die dag in de vijftigste minuut de 1–1.
In oktober 2020 werd Nygren voor twee seizoenen gehuurd door sc Heerenveen. In de winterstop van het seizoen 2021/22 keerde Nygren terug bij Genk, wat hem direct doorverkocht aan FC Nordsjælland voor circa zeshonderdduizend euro. Hier wist hij in het seizoen 2024/25 voor het eerst tot meer dan tien competitietreffers te komen, namelijk vijftien. Hierop kocht Celtic de aanvaller voor circa anderhalf miljoen euro en die club gaf hem een contract voor vijf jaar.

## Clubstatistieken
| Seizoen | Club            | Competitie      | Competitie | Competitie | Beker | Beker | Internationaal | Internationaal | Totaal | Totaal |
| Seizoen | Club            | Competitie      | Wed.       | Dlp.       | Wed.  | Dlp.  | Wed.           | Dlp.           | Wed.   | Dlp.   |
| ------- | --------------- | --------------- | ---------- | ---------- | ----- | ----- | -------------- | -------------- | ------ | ------ |
| 2018    | IFK Göteborg    | Allsvenskan     | 3          | 2          | 1     | 0     | —              | —              | 4      | 2      |
| 2019    | IFK Göteborg    | Allsvenskan     | 12         | 4          | 3     | 0     | —              | —              | 15     | 4      |
| 2019/20 | KRC Genk        | Eerste klasse A | 2          | 1          | 2     | 0     | 0              | 0              | 4      | 1      |
| 2020/21 | KRC Genk        | Eerste klasse A | 3          | 0          | 0     | 0     | 0              | 0              | 3      | 0      |
| 2020/21 | → sc Heerenveen | Eredivisie      | 28         | 3          | 4     | 3     | —              | —              | 33     | 6      |
| 2021/22 | → sc Heerenveen | Eredivisie      | 17         | 0          | 2     | 0     | —              | —              | 19     | 0      |
| 2021/22 | FC Nordsjælland | Superligaen     | 12         | 1          | 0     | 0     | —              | —              | 12     | 1      |
| 2022/23 | FC Nordsjælland | Superligaen     | 25         | 3          | 6     | 3     | —              | —              | 31     | 6      |
| 2023/24 | FC Nordsjælland | Superligaen     | 20         | 6          | 3     | 1     | 9              | 5              | 32     | 12     |
| 2024/25 | FC Nordsjælland | Superligaen     | 30         | 15         | 2     | 1     | —              | —              | 32     | 16     |
| Totaal  | Totaal          | Totaal          | 152        | 35         | 23    | 8     | 9              | 5              | 184    | 48     |

Bijgewerkt op 1 juli 2025.

## Interlandcarrière
Als jeugdinternational speelde Nygren voor verschillende jeugdelftallen van Zweden. Met Zweden –17 was hij in mei 2018 actief op het Europees kampioenschap voetbal onder 17 dat in Engeland georganiseerd werd. Nygren wist zich met zijn land te plaatsen voor de kwartfinales en scoorde eenmaal, waarnaast hij twee assists gaf in de groepsfase. In de kwartfinale was Italië echter te sterk. Nygren miste geen enkele minuut op dit EK.
Nygren maakte zijn debuut in het Zweeds voetbalelftal op 22 maart 2025, toen met 1–0 verloren werd van Luxemburg door een doelpunt van Seid Korac. Nygren moest van bondscoach Jon Dahl Tomasson als reservespeler aan de wedstrijd beginnen en hij viel acht minuten voor het einde van de reguliere speeltijd in voor Jesper Karlström. De andere Zweedse debutant dit duel was Besfort Zeneli (IF Elfsborg). Drie dagen later mocht Nygren tegen Noord-Ierland in de basis beginnen en na de openingstreffer van Emil Holm verdubbelde hij de Zweedse voorsprong. Uiteindelijk werd het 5–1 door doelpunten van Ken Sema, Alexander Isak en Anthony Elanga en een tegentreffer van Isaac Price.
| Interlands van Benjamin Nygren voor Zweden | Interlands van Benjamin Nygren voor Zweden | Interlands van Benjamin Nygren voor Zweden | Interlands van Benjamin Nygren voor Zweden | Interlands van Benjamin Nygren voor Zweden | Interlands van Benjamin Nygren voor Zweden | Interlands van Benjamin Nygren voor Zweden |
| №                                          | Datum                                      | Wedstrijd                                  | Uitslag                                    | Competitie                                 | Goals                                      |                                            |
| Als speler bij FC Nordsjælland             | Als speler bij FC Nordsjælland             | Als speler bij FC Nordsjælland             | Als speler bij FC Nordsjælland             | Als speler bij FC Nordsjælland             | Als speler bij FC Nordsjælland             | Als speler bij FC Nordsjælland             |
| ------------------------------------------ | ------------------------------------------ | ------------------------------------------ | ------------------------------------------ | ------------------------------------------ | ------------------------------------------ | ------------------------------------------ |
| 1                                          | 22 maart 2025                              | Luxemburg – Zweden                         | 1 – 0                                      | Vriendschappelijk                          |                                            |                                            |
| 2                                          | 25 maart 2025                              | Zweden – Noord-Ierland                     | 5 – 1                                      | Vriendschappelijk                          | 32'                                        |                                            |
| 3                                          | 6 juni 2025                                | Hongarije – Zweden                         | 0 – 2                                      | Vriendschappelijk                          | 49'                                        |                                            |
| 4                                          | 10 juni 2025                               | Zweden – Algerije                          | 4 – 3                                      | Vriendschappelijk                          |                                            |                                            |

Bijgewerkt op 1 juli 2025.

## Erelijst
| Belgische Supercup | 1 | 2019 |